# Hope for Haiti Now
Hope for Haiti Now ist ein Livealbum von verschiedenen Künstlern, die bei der Hope for Haiti Now-Benefiz-Kampagne mitwirkten. Diese unterstützte die Opfer des Erdbebens in Haiti 2010. Alle Verkäufe des Albums und dessen Liedern gehen an die Haiti Hilfsorganisationen, darunter das Internationale Rote Kreuz und der Rote Halbmond und Wyclef Jean’s Yele Haiti Stiftung. Hope for Haiti Now verfügt über 19 Live-Auftritte aus dem Spendenmarathon Hope for Haiti Now: A Global Benefit for Earthquake Relief, sowie der Studio-Version von „Stranded (Haiti Mon Amour)“ von Jay-Z, Bono, The Edge und Rihanna.
Das Album konnte man schon am 22. Januar 2010 auf iTunes vor dem Spendenmarathon vorbestellen; es war das am häufigste vorbestellte Album an einem Tag in der iTunes Geschichte. Das Album verkaufte 171,000 Exemplare am ersten Wochenende und war das erste digitale Album, was Platz eins der Billboard 200 Album Charts in zwei Tagen erreichte.

## Titelliste
| #  | Titel                                         | Text                                                              | Interpreten                                          | Länge |
| -- | --------------------------------------------- | ----------------------------------------------------------------- | ---------------------------------------------------- | ----- |
| 01 | „Send Me an Angel“                            | Alicia Keys                                                       | Alicia Keys                                          | 3:43  |
| 02 | „A Message 2010“                              | Guy Berryman, Jonny Buckland, Will Champion, Chris Martin         | Coldplay                                             | 4:04  |
| 03 | „We Shall Overcome“                           | Charles Albert Tindley                                            | Bruce Springsteen                                    | 2:52  |
| 04 | „Time to Love“ / „Bridge over Troubled Water“ | Stevie Wonder / Paul Simon                                        | Stevie Wonder                                        | 4:01  |
| 05 | „I’ll Stand by You“                           | Chrissie Hynde, Tom Kelly, Billy Steinberg                        | Shakira feat. The Roots                              | 3:55  |
| 06 | „Motherless Child“                            | Traditional                                                       | John Legend                                          | 4:11  |
| 07 | „Hard Times Come Again No More“               | Stephen Foster                                                    | Mary J. Blige feat The Roots                         | 3:57  |
| 08 | „Breathless“                                  | Kevin Griffin                                                     | Taylor Swift                                         | 3:51  |
| 09 | „Lift Me Up“                                  | Christina Aguilera, Linda Perry                                   | Christina Aguilera                                   | 3:45  |
| 10 | „Driven to Tears“                             | Gordon Sumner                                                     | Sting                                                | 3:34  |
| 11 | „Halo“                                        | Ryan Tedder, Evan Bogart, Beyoncé Knowles                         | Beyoncé                                              | 3:31  |
| 12 | „Lean on Me“                                  | Bill Withers                                                      | Sheryl Crow, Kid Rock, Keith Urban                   | 3:36  |
| 13 | „Like A Prayer“                               | Madonna Ciccone, Patrick Leonard                                  | Madonna                                              | 3:29  |
| 14 | „Hallelujah“                                  | Leonard Cohen                                                     | Justin Timberlake feat. Matt Morris & Charlie Sexton | 4:15  |
| 15 | „Let It Be“                                   | John Lennon, Paul McCartney                                       | Jennifer Hudson feat. The Roots                      | 3:53  |
| 16 | „Many Rivers to Cross“                        | Jimmy Cliff                                                       | Emeline Michel                                       | 3:01  |
| 17 | „Stranded (Haiti Mon Amour)“ (Live Version)   | Shawn Carter, Paul Hewson, David Evans, Kasseem Dean, Robyn Fenty | Jay-Z feat. Bono, The Edge & Rihanna                 | 4:27  |
| 18 | „Alone and Forsaken“                          | Hank Williams                                                     | Dave Matthews feat. Neil Young                       | 3:30  |
| 19 | „Rivers of Babylon“ / „Yele“ (Medley)         | Brent Dowe, Trevor McNaughton                                     | Wyclef Jean                                          | 3:55  |
| 20 | „Stranded (Haiti Mon Amour)“ (1.0 Version)    | Paul Hewson, David Evans, Kasseem Dean, Robyn Fenty               | Shawn Carter, Bono, The Edge, Rihanna                | 4:20  |

## Kommerzieller Erfolg
Hope for Haiti Now debütierte in den Billboard 200 auf Platz 1, mit 171.000 verkauften Exemplaren alleine in den ersten zwei Tagen. Außerdem erreichte das Album Platz 1 der Charts in Österreich, Kanada und Frankreich.
| Charts (2010)      | Höchst- position |
| ------------------ | ---------------- |
| Österreich         | 1                |
| Vereinigte Staaten | 1                |

| Charts (2010)      | Position |
| ------------------ | -------- |
| Vereinigte Staaten | 82       |